# Proteinska kinaza B
Proteinska kinaza B (Akt, PKB) je serin/treonin-specifična proteinska kinaza koja učestvuje u više ćelijskih procesa, kao što su glukozni metabolizam, apoptoza, ćelijska proliferacija, transkripcija i ćelijska migracija.

## Članovi familije
učestvuje u putevima ćelijskog opstanka, putem inhibiranja procesa apoptoze. Akt1 takođe ima sposobnost indukovanja puteva proteinske sinteze, i stoga je jedan od ključnih proteina u ćelijskim putevima koji dovode do hipertrofije skeletalnih mišića, i generalnog rasta tkiva. Pošto može da blokira apoptozu, i stoga da promoviše ćelijski opstanak, Akt1 je impliciran kao jedan od glavnih faktora u mnogim tipovima kancera. Akt1 je originalno identifikovan kao onkogen u transformišućem retrovirusu, AKT8.
 je važan signalni molekul u insulinskom signalnom putu. On je neophodan za indukciju glokoznog transporta. Kod miševa bez Akt1 ali sa normalnim Akt2, glukozna homeostaza nije poremećena, ali su životinje manje, što je u skaldu sa ulogom Akt1 u rastu. U kontrastu s tim, miševi bez Akt2, a normalnim Akt1, imaju blagu deficijenciju rasta i pokazuju dijabetesni fenotip (insulinsku rezistenciju), što je konsistentno sa tumačenjem da je Akt2 specifičan za insulinski signalni put.
Uloga  je manje poznat, mada izgleda da je predominantno izražen u mozgu. Postoje izveštaji po kojima miševi bez Akt3 imaju male mozgove.

## Literatura
- Nicholas C. Price; Lewis Stevens (1999). Fundamentals of Enzymology: The Cell and Molecular Biology of Catalytic Proteins (Third изд.). USA: Oxford University Press. ISBN 019850229X.
- Eric J. Toone (2006). Advances in Enzymology and Related Areas of Molecular Biology, Protein Evolution (Volume 75 изд.). Wiley-Interscience. ISBN 0471205036.
- Branden C; Tooze J. Introduction to Protein Structure. New York, NY: Garland Publishing. ISBN 0-8153-2305-0.
- Irwin H. Segel. Enzyme Kinetics: Behavior and Analysis of Rapid Equilibrium and Steady-State Enzyme Systems (Book 44 изд.). Wiley Classics Library. ISBN 0471303097.

- Los M, Maddika S, Erb B, Schulze-Osthoff K (2009). „Switching Akt: from survival signaling to deadly response”. BioEssays. 31 (5): 492—5. PMC 2954189 . PMID 19319914. doi:10.1002/bies.200900005.

## Spoljašnje veze
- Proto-Oncogene+Proteins+c-akt на 